# Rio Diège
O rio Diège (em occitano:  Dieja) é um rio localizado no departamento de Corrèze, no centro de França. É afluente do rio Dordogne, no qual desagua entre Roche-le-Peyroux e Saint-Julien-près-Bort após 54.4 km. Nasce em Saint-Setiers, no planalto de Millevaches, no  parc naturel régional de Millevaches en Limousin.
Ao longo do seu percurso, o rio Diège passa pelas seguintes comunas do departamento de Corrèze:
- Saint-Setiers, Sornac, Bellechassagne, Saint-Germain-Lavolps, Saint-Pardoux-le-Vieux, Chaveroche, Ussel, Mestes, Saint-Exupéry-les-Roches, Chirac-Bellevue, Saint-Victour, Margerides, Saint-Étienne-la-Geneste, Sainte-Marie-Lapanouze, Roche-le-Peyroux, Saint-Julien-près-Bort.